# Jerzy Modrzewski
Jerzy Modrzewski (ur. 25 czerwca 1924 w Warszawie, zm. 1 lutego 2022 tamże) – generał dywizji Wojska Polskiego, prof. dr hab. inż. niezawodności, technologii budowy maszyn, transportu, trybologii.

## Życiorys
Podczas okupacji należał do Szarych Szeregów, ZWZ i AK. Uczył się na tajnych kompletach i uzyskał maturę i dyplom technika mechanika samochodowego. Od połowy sierpnia 1944 roku brał udział w powstaniu warszawskim w rejonie Kampinosu, dokąd dotarł samotnie przepływając Wisłę. Został przydzielony do oddziału desantowego „Kościuszkowców” w końcowej fazie walk na Czerniakowie. 23 września przeprawił się na praski brzeg Wisły. Po kilku tygodniach wstąpił do ludowego Wojska Polskiego i został przydzielony do 9 Pułku Piechoty 3 Dywizji Piechoty im. Romualda Traugutta. W 1945 był elewem Oficerskiej Szkoły Artylerii w Chełmie i Olsztynie, po ukończeniu której 11 listopada 1945 został promowany do stopnia podporucznika w korpusie oficerów artylerii. Po promocji został dowódcą plutonu w 55 Pułku Artylerii Lekkiej w Olsztynie, a następnie komendantem dywizyjnej szkoły podoficerskiej w 15 Dywizji Piechoty. W 1946 został instruktorem plutonu szkoleniowego, a następnie dowódcą kompanii w 38 Transportowo-Szkolnej Kompanii Samochodowej, a w 1947 adiutantem w 1 Okręgowym Batalionie Samochodowym. W 1947 został skierowany czasowo do Departamentu Personalnego Ministerstwa Obrony Narodowej, gdzie został pomocnikiem kierownika sekcji. W październiku 1950 ukończył Wydział Mechaniczno-Samochodowy Wyższej Szkoły Inżynierskiej im. Hipolita Wawelberga i Stanisława Rotwanda. Następnie służył w delegaturze Oddziału VIII Technicznego Sztabu Generalnego WP w Instytucie Motoryzacji oraz jako kierownik Stacji Doświadczalno-Badawczej Sprzętu Motoryzacyjnego. W latach 1951–1965 był zastępcą komendanta i komendantem Poligonu (od 1956 – Ośrodka) Naukowo-Badawczego Sprzętu Pancernego i Motoryzacji w Sulejówku. W 1965 kierowany przez niego ośrodek został podniesiony do rangi instytutu pod nazwą Wojskowy Instytut Techniki Pancernej i Samochodowej.
W 1958 ukończył studia wyższe i otrzymał dyplom magistra inżyniera na Wydziale Wojsk Pancernych i Samochodowych Wojskowej Akademii Technicznej w Warszawie. W 1967 został doktorem nauk technicznych w Instytucie Podstawowych Problemów Techniki Polskiej Akademii Nauk, a w 1974 doktorem habilitowanym na mocy uchwały Rady Naukowej Wydziału Techniczno-Mechanicznego Politechniki Poznańskiej.
29 września 1966 roku na mocy uchwały Rady Państwa PRL otrzymał nominację na stopień generała brygady. Nominację wręczył mu w Belwederze przewodniczący Rady Państwa PRL Edward Ochab. W październiku 1966 został szefem Służby Czołgowo-Samochodowej MON. W lipcu 1968 został przeniesiony do Sztabu Generalnego WP na stanowisko zastępcy Głównego Inspektora Planowania i Techniki WP (gen. Zbigniewa Nowaka) do spraw techniki. Po utworzeniu Głównego Inspektoratu Techniki WP (jako odrębnej instytucji centralnej MON) w czerwcu 1974 został zastępcą Głównego Inspektora Techniki WP – szefem badań i rozwoju techniki wojskowej. W październiku 1975 awansowany do stopnia generała dywizji. Nominację wręczył mu 10 października 1975 w Belwederze I sekretarz Komitetu Centralnego PZPR Edward Gierek. 22 czerwca 1978 Rada Państwa nadała mu tytuł profesora nauk technicznych. 
W kwietniu 1978 urlopowany z WP (z prawem do noszenia munduru) w związku z powołaniem na stanowisko wiceministra przemysłu maszynowego do spraw produkcji obronnej (stanowisko to zajmował do lipca 1991). 28 listopada 1990 przeszedł w stan spoczynku.
Był przewodniczącym Komitetu Redakcyjnego wydanej dwukrotnie Encyklopedii techniki wojskowej (1978 oraz 1987) . Był także członkiem Komitetów Naukowych Polskiej Akademii Nauk, m.in. Komitetu Metalurgii PAN (1968–1978) oraz Komitetu Budowy Maszyn PAN (1968–1978). W latach 1976–1981 był członkiem Prezydium Rady Głównej Naczelnej Organizacji Technicznej. Od 1995 był członkiem Akademii Inżynierskiej w Polsce. Członek honorowy Stowarzyszenia Inżynierów i Techników Mechaników Polskich (SIMP). Zastępca Przewodniczącego Rady Naukowej Instytutu Metalurgii i Inżynierii Materiałowej im. Aleksandra Krupkowskiego Polskiej Akademii Nauk – IMIM PAN w Krakowie. Na emeryturze był samodzielnym pracownikiem naukowym Wojskowego Instytutu Techniki Pancernej i Samochodowej w Sulejówku oraz Wojskowego Instytutu Technicznego Uzbrojenia. Był członkiem Związku Powstańców Warszawskich.

## Dorobek naukowy
Był posiadaczem dwóch patentów. Wypromował sześciu doktorów. Autor około 150 prac naukowych dotyczących niezawodności, techniki specjalnej i inżynierii materiałowej. Kierował kilkunastoma krajowymi i międzynarodowymi zespołami badawczo-konstrukcyjnymi.

## Nagrody
- Nagroda Komitetu Nauki i Techniki za prace w dziedzinie uzbrojenia (1966)
- Nagroda Ministra Przemysłu I stopnia (zespołowa) za rozwój samochodów „Star”
- Nagroda MON I i II stopnia za prace konstrukcyjno-technologiczne w dziedzinie uzbrojenia (1975, 1978)
- Nagrody Ministra Przemysłu za prace technologiczne i wdrożeniowe

## Ordery i odznaczenia
Otrzymał m.in. następujące ordery i odznaczenia:
- Order Sztandaru Pracy I klasy (1987)
- Order Sztandaru Pracy II klasy
- Krzyż Komandorski z Gwiazdą Orderu Odrodzenia Polski
- Krzyż Komandorski Orderu Odrodzenia Polski
- Krzyż Oficerski Orderu Odrodzenia Polski
- Krzyż Kawalerski Orderu Odrodzenia Polski
- Krzyż Walecznych
- Medal „Za udział w wojnie obronnej 1939”
- Medal za Odrę, Nysę, Bałtyk
- Medal za Warszawę 1939–1945
- Medal 30-lecia Polski Ludowej
- Medal 40-lecia Polski Ludowej
- Złoty Medal „Siły Zbrojne w Służbie Ojczyzny”
- Srebrny Medal Siły Zbrojne w Służbie Ojczyzny
- Brązowy Medal Siły Zbrojne w Służbie Ojczyzny
- Medal „Za udział w walkach o Berlin”
- Złoty Medal Za zasługi dla obronności kraju
- Srebrny Medal Za zasługi dla obronności kraju
- Brązowy Medal Za zasługi dla obronności kraju
- Medal Komisji Edukacji Narodowej
- Medal „Pro Memoria”
- Odznaka „Zasłużony dla Warszawy”
- Złota odznaka honorowa „Zasłużony dla Warmii i Mazur” (1972)[6]
- Medal Pamiątkowy „Pro Masovia”
- Medal 100 lat ruchu robotniczego w Polsce (1982)[7]
- inne odznaczenia i wyróżnienia